# Барнаульский экспериментальный завод крупнопанельного домостроения
Барнаульский экспериментальный завод крупнопанельного домостроения (БЭЗКД) — промышленное предприятие в Барнауле.
Завод основан в 1989 году. Для решения жилищной проблемы в СССР в конце 80-х годов XX века были построены несколько заводов, выпускавших полносборные дома по зарубежным технологиям. В Барнауле же появился Завод крупнопанельного домостроения в посёлке Новосиликатный, работавший по технологии финской фирмы «Партек».
В 2001 году была проведена процедура банкротства, в результате которого новыми хозяевами единственного завода за Уралом производящего железобетонную продукцию по дисперсионной технологии стали группы компаний «Сибирь-контракт» и «Сибирьметаллосервис». Было обновлено производство, восстановлено производство плит, освоены новые технологии.
Сегодня предприятие занимается производством сборного железобетона, строительством жилых домов с 3-х комнатными квартирами серии 135, стеновых трёхслойных наружных панелей.
Количество работающих на заводе — более 200 человек.